# Guillaume Arnaud

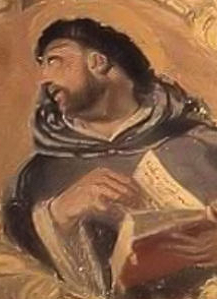
Guillaume Arnaud

Guillaume Arnaud (deutsch Wilhelm Arnold, okzitanisch Guilhèm Arnaut; † 28./29. Mai 1242 in Avignonet-Lauragais) war ein Dominikaner und einer der ersten Inquisitoren der nach dem Ende des Albigenserkreuzzugs in Südfrankreich (Languedoc) eingerichteten Inquisitionsgerichtsbarkeit.

## Leben
In mehreren Briefen vom April 1233 hatte Papst Gregor IX. die Provinzialprioren der Dominikaner in den Erzbistümern Auch, Bordeaux, Bourges und Narbonne aufgefordert, die Leitung der Inquisition zur Verfolgung und Aburteilung der Anhänger der Häresie, der so genannten Katharer, zu übernehmen. Die Inquisition war bereits nach Ende des Albigenserkreuzzugs 1229 eingerichtet wurden, war zunächst aber in der herkömmlichen bischöflichen Gerichtsbarkeit integriert, die sich bei der Verfolgung der Katharer allerdings als unzureichend erwiesen hatte. In dem Predigerorden der Dominikaner hatte der Papst hingegen die intellektuelle Herausforderung par excellence an die Häresie erkannt, dem nun dauerhaft die Führung des Kampfs gegen sie anvertraut werden sollte. Damit wurde die institutionelle Inquisitionsgerichtsbarkeit im eigentlichen Sinne in Frankreich eingeführt. Noch im selben Jahr hatten die Provinzialprioren des Ordens dem päpstlichen Legaten Jean de Bernin ihre Listen mit den Namen der ersten Ordensbrüder vorgelegt, die mit der Leitung der Untersuchungsverfahren (lateinisch inquisitio) betraut werden sollten. Guillaume Arnaud, der aus Montpellier stammte und offenbar juristisch geschult war, wurde zusammen mit Pierre Seilan für die Diözesen Toulouse und Cahors nominiert. Für Albi waren es Arnaud Cathala und Guillaume Pelhisson und für Carcassonne waren es Ferrer und Pierre d’Alès. Sie alle wurden zu Jahresbeginn 1234 von dem Legaten bestätigt.
Mit seinem Amtskollegen hatte Guillaume Arnaud seine Arbeit in Cahors begonnen, wo er zunächst die Leichen von bekannten Katharern aus kirchlichen Friedhöfen exhumieren und verbrennen ließ, da dem Gesetz nach Häretiker nicht in geweihter Erde bestattet werden durften. Danach hatte er im Quercy die ersten Häresieverdächtigen zur Befragung vor sein Tribunal vorgeladen, die dem Vorladungsbefehl allerdings nicht Folge leisteten und stattdessen in den Untergrund gingen. Exhumierungen, Vorladungen, Denunziationen und auch erste Exekutionen auf dem Scheiterhaufen hatten binnen kürzester Zeit das allgemeine Klima im Languedoc vergiftet und die Lokalbevölkerung gegen die Inquisitoren und ihrer Helfer aufgebracht, die bei ihrer Arbeit nicht selten gewaltsam angegriffen oder mit einem passiven Widerstand konfrontiert wurden. Die Lage eskalierte 1235, als Guillaume Arnaud in Toulouse zwölf Notablen der Stadt zur Befragung vorlud, die ihn daraufhin allerdings am 10. Oktober angeblich mit Unterstützung Graf Raimunds VII. aus der Stadt verjagten. Wenige Tage später war die Vertreibung aller Dominikaner aus Toulouse erfolgt, die von der städtischen Miliz und Bürgerschaft regelrecht über die Garonnebrücken gejagt wurden. Dafür sprach Guillaume Arnaud von Carcassonne aus am 10. November 1235 die Exkommunikation über zehn Konsuln der Stadt aus, die von den Prälaten von Narbonne, Toulouse und Carcassonne bestätigt wurde. Das von ihm gezeichnete Dokument dazu ist überhaupt das älteste von der Inquisition in Frankreich ausgestellte Schriftstück, das, wenn auch nur als Abschrift aus dem 17. Jahrhundert, bis heute erhalten ist. Kurz darauf hatte er auch die Exkommunikation über den Grafen von Toulouse ausgesprochen. Erst nach einer scharfen Intervention des Papstes konnten die Dominikaner und mit ihnen die Inquisitoren am 4. September 1236 wieder ihr Konvent in Toulouse beziehen und ihre Arbeit aufnehmen. Auf Druck des Grafen hatte Pierre Seilan seine Tätigkeit allerdings auf Cahors beschränken müssen, weshalb Guillaume Arnaud in Toulouse einen neuen Amtskollegen benötigte. Ihm wurde nun der Franziskaner Étienne de Saint-Thibéry zur Seite gestellt, dessen Orden allgemein hin als moderater galt.
Noch im Herbst 1236 hatten sich Guillaume Arnaud und Étienne de Saint-Thibéry zu einer Inspektionsreise durch das Lauragais aufgemacht, wohl auch um die Lage in Toulouse zu beruhigen. Bis 1238 waren sie unter anderem in Puylaurens, Avignonet, Laurac, Fanjeaux und Castelnaudary tätig. Zwischen Februar und März 1237 war Guillaume Arnaud in Carcassonne als subdelegierter Richter des Legaten Jean de Bernin am Prozess gegen Bernard-Othon de Niort und dessen Bruder beteiligt, die zu lebenslanger Kerkerhaft verurteilt wurden. Am 2. April 1239 ordnete er in Toulouse die Abnahme der Beichte des Perfecti Raymond Gros an, der mehrere Katharer denunziert hatte. Anschließend hatte er den einflussreichen tolosanischen Bürger Alaman de Rouaix zu lebenslanger Haft verurteilt, der diese allerdings niemals antrat und beschützt von den Bürgern weiter ungestört in Toulouse leben konnte. Dafür exkommunizierte Guillaume Arnaud mehrere Konsuln der Stadt, die offenbar ihre katharischen Angehörigen schützten.
Am 13. Mai 1238 hatte Papst Gregor IX. die Aussetzung der Inquisition für das gesamte Languedoc für zunächst drei, dann sechs Monate angeordnet. Grund dafür waren die von Graf Raimunds VII. von Toulouse gegen die Inquisitoren erhobenen Beschwerden, verbunden mit einem internationalen Ränkespiel zwischen Toulouse, Rom und Kaiser Friedrich II., die den Entzug der Inquisitionsgerichtsbarkeit vom Dominikanerorden und ihre Unterstellung unter die bischöfliche Gerichtsbarkeit zum Ziel hatten. Letztlich war der Graf von Toulouse damit gescheitert und im Mai 1241 konnten die Inquisitoren ihre Arbeit wieder aufnehmen. Am 17. Oktober 1241 hatten Guillaume Arnaud und Étienne de Saint-Thibéry in Saint-Paul-Cap-de-Joux die drei Faydits Guillaume de Lahille, Bernard de Saint-Martin und Guillaume de Balaguier in deren Abwesenheit mit „endgültigem Urteil“ als Ketzer verurteilt, was mit deren Überstellung an den weltlichen Arm und damit den Scheiterhaufen verbunden gewesen wäre. Dies sind die einzigen aktenkundigen Todesurteile, die Guillaume Arnaud und sein Amtskollege jemals ausgesprochen hatten, allerdings sind nicht alle seiner ausgestellten Urteile der Nachwelt erhalten geblieben. Anschließend hatten sie sich auf ihre zweite Rundreise durch das Lauragais begeben. Mitte Mai 1242 waren sie in Sorèze, um von dort aus nach Avignonet weiterzuziehen, wo sie mit dem örtlichen Prior der Dominikaner zusammentrafen und im Palast des Grafen von Toulouse einige Tage zu verweilen gedachten.
In der Nacht des 28. auf den 29. Mai 1242, die Nacht von Christi Himmelfahrt, war ein Trupp von Faydits, die vom Montségur gekommen waren, in die Gemächer der Inquisitoren eingedrungen, die mit Äxten noch im Schlaf niedergemetzelt wurden. Neben Guillaume Arnaud und Étienne de Saint-Thibéry wurden der Dominikanerprior, zwei weitere Dominikaner und ein Franziskaner, der Archidiakon von Lézat, dessen Schreiber, ein Notar und zwei Amtsdiener getötet. Die Attentäter, zu denen auch jene drei Faydits gehörten, die Guillaume Arnaud noch wenige Monate zuvor auf den Scheiterhaufen verurteilt hatte, hatten nach der Tat unter anderem die von den Opfern mitgeführten Prozessakten gestohlen, weshalb die Amtstätigkeit Guillaume Arnauds heute nur noch unvollständig nachzuverfolgen ist. Der Mord an ihm und seinem Amtskollegen hatte im Jahr darauf den Anstoß zur Belagerung des Montségur gegeben.
Im Jahr 1243 erkannte Papst Innozenz IV. das Martyrium von Guillaume Arnaud und seinen Gefährten an; im Jahr 1866 bestätigte Papst Pius IX. ihre Verehrung. Ihr Gedenktag ist der 29. Mai.